# Henri Hérouin

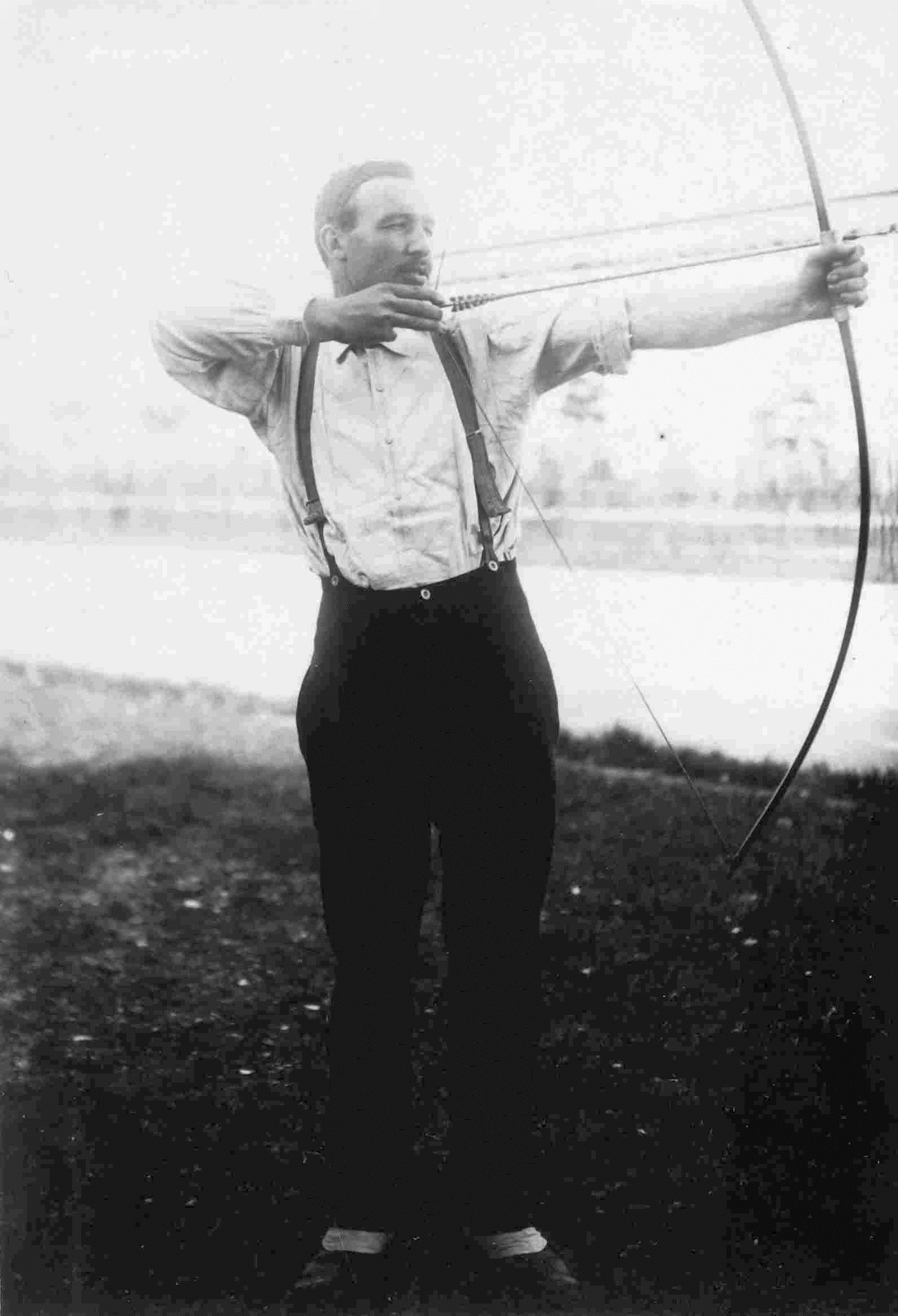
Hérouin im Jahr 1900

Henri Louis Hérouin (* 19. Februar 1876 in Congis-sur-Thérouanne; † 6. Januar 1926 in Pomponne) war ein französischer Bogenschütze.
Hérouin gewann bei den Olympischen Sommerspielen 1900 in Paris den Wettbewerb 50 Meter Au Cordon Doré wurde. Er verwies, wie auch bei den Weltmeisterschaften im selben Jahr, seinen belgischen Konkurrenten Hubert Van Innis auf den zweiten Platz.